# Prikałausskij
Prikałausskij (ros. Прикалаусский) – osiedle w Rosji, w Kraju Stawropolskim, w rejonie pietrowskim. W 2010 liczyło 1015 mieszkańców.